# Tân Quý Tây
Tân Quý Tây là một xã thuộc huyện Bình Chánh, Thành phố Hồ Chí Minh, Việt Nam.

## Địa lý
Xã Tân Quý Tây nằm ở trung tâm huyện Bình Chánh, có vị trí địa lý:
- Phía đông giáp xã Hưng Long
- Phía tây giáp xã Bình Chánh
- Phía nam tỉnh Long An
- Phía bắc giáp xã An Phú Tây và thị trấn Tân Túc.

Xã có diện tích 8,36 km², dân số năm 2021 là 25.439 người,  mật độ dân số đạt 3.042 người/km².

## Lịch sử
Dưới thời Pháp thuộc, Tân Quý Tây là một làng thuộc tổng Phước Điền Thượng, quận Cần Giuộc, tỉnh Chợ Lớn. Đến thời Việt Nam Cộng hòa, tỉnh Chợ Lớn giải thể, quận Cần Giuộc thuộc tỉnh Long An; riêng ba xã Hưng Long, Qui Đức và Tân Quý Tây được sáp nhập vào quận Bình Chánh mới thành lập thuộc tỉnh Gia Định. Từ năm 1976, xã Tân Quý Tây thuộc huyện Bình Chánh, Thành phố Hồ Chí Minh.